# Zlatan Alomerović
Zlatan Alomerović (ur. 15 czerwca 1991 w Priboju) – serbski piłkarz występujący na pozycji bramkarza. Posiada również obywatelstwo niemieckie. Zawodnik klubu AEK Larnaka.

## Kariera piłkarska
W 1999 wraz z rodzicami wyemigrował z objętej działaniami zbrojnymi Jugosławii do Niemiec. Docelowo rodzina planowała osiedlić się w USA, jednak po kilku latach zaniechała starań o uzyskanie wiz. Alomerović swój pierwszy mecz piłki nożnej rozegrał w wieku dziewięciu lat w barwach TuS Heven. Jako junior grał następnie w SV Bommern 05, SV Herbede i FSV Witten. W 2006 przeszedł do Borussii Dortmund, z którą w kwietniu 2012 podpisał profesjonalny kontrakt i do 2015 był trzecim bramkarzem klubu z Dortmundu. W sierpniu 2014 był rezerwowym w wygranym meczu o Superpuchar Niemiec z Bayernem Monachium (2:0). Jednocześnie grał w rezerwach Borussii Dortmund – w Regionallidze wystąpił w 16 spotkaniach, zaś w 3. lidze rozegrał w ciągu trzech sezonów 96 meczów.
W sezonie 2015/2016 był zawodnikiem 1. FC Kaiserslautern, w którym rozegrał jeden mecz w 2. Bundeslidze – 19 marca 2016 wystąpił w przegranym spotkaniu z Fortuną Düsseldorf (3:4). W sezonie 2016/2017 pozostawał bez klubu, lecz regularnie trenował z rezerwami Borussii Dortmund, a gdy Roman Bürki był kontuzjowany – również z pierwszym zespołem BVB. W 2017 przeszedł do Korony Kielce, z którą podpisał dwuletni kontrakt z opcją przedłużenia o kolejny rok. W Ekstraklasie zadebiutował 17 lipca 2017 w przegranym meczu z Zagłębiem Lubin (0:1). W sezonie 2017/2018 rozegrał 21 spotkań w polskiej lidze i cztery w Pucharze Polski, zachowując dziewięć czystych kont i puszczając 29 bramek. Obronił także trzy rzuty karne. Po zakończeniu rozgrywek znalazł się wśród trzech graczy (obok Arkadiusza Malarza i Tomasza Loski) nominowanych do nagrody dla najlepszego bramkarza Ekstraklasy w sezonie 2017/2018.
4 czerwca 2018 podpisał trzyletni kontrakt z Lechią Gdańsk.
W sezonie 2023/2024 wraz z Jagiellonią Białystok zdobył mistrzostwo Polski.

## Statystyki
(aktualne na dzień 9 sierpnia 2021)
| Klub                    | Sezon              | Liga               | Liga  | Liga   | Puchar kraju | Puchar kraju | Suma  | Suma   |
| Klub                    | Sezon              | Liga               | Mecze | Bramki | Mecze        | Bramki       | Mecze | Bramki |
| ----------------------- | ------------------ | ------------------ | ----- | ------ | ------------ | ------------ | ----- | ------ |
| Borussia Dortmund II    | 2010/11            | Regionalliga       | 1     | 0      | –            | –            | 1     | 0      |
| Borussia Dortmund II    | 2011/12            | Regionalliga       | 15    | 0      | –            | –            | 15    | 0      |
| Borussia Dortmund II    | 2012/13            | 3. liga            | 33    | 0      | –            | –            | 33    | 0      |
| Borussia Dortmund II    | 2013/14            | 3. liga            | 31    | 0      | –            | –            | 31    | 0      |
| Borussia Dortmund II    | 2014/15            | 3. liga            | 32    | 0      | –            | –            | 32    | 0      |
| Borussia Dortmund II    | Ogólnie            | Ogólnie            | 112   | 0      | 0            | 0            | 112   | 0      |
| 1. FC Kaiserslautern    | 2015/16            | 2. Bundesliga      | 1     | 0      | –            | –            | 1     | 0      |
| 1. FC Kaiserslautern    | Ogólnie            | Ogólnie            | 1     | 0      | 0            | 0            | 1     | 0      |
| 1. FC Kaiserslautern II | 2015/16            | Regionalliga       | 1     | 0      | –            | –            | 1     | 0      |
| 1. FC Kaiserslautern II | Ogólnie            | Ogólnie            | 1     | 0      | 0            | 0            | 1     | 0      |
| Korona Kielce           | 2017/18            | Ekstraklasa        | 21    | 0      | 4            | 0            | 25    | 0      |
| Korona Kielce           | Ogólnie            | Ogólnie            | 21    | 0      | 4            | 0            | 25    | 0      |
| Lechia Gdańsk           | 2018/19            | Ekstraklasa        | 9     | 0      | 4            | 0            | 13    | 0      |
| Lechia Gdańsk           | 2019/20            | Ekstraklasa        | 7     | 0      | 6            | 0            | 13    | 0      |
| Lechia Gdańsk           | 2020/21            | Ekstraklasa        | 2     | 0      | 2            | 0            | 4     | 0      |
| Lechia Gdańsk           | 2021/22            | Ekstraklasa        | 3     | 0      | 0            | 0            | 3     | 0      |
| Lechia Gdańsk           | Ogólnie            | Ogólnie            | 21    | 0      | 12           | 0            | 33    | 0      |
| Ogólnie w karierze      | Ogólnie w karierze | Ogólnie w karierze | 156   | 0      | 16           | 0            | 172   | 0      |

## Sukcesy

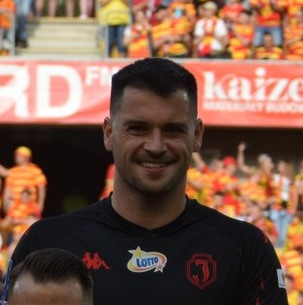
Alomerović jako bramkarz Jagiellonii Białystok (2024)

### Lechia Gdańsk
- Puchar Polski (1×): 2018/19

### Jagiellonia Białystok
- Mistrzostwo Polski: 
  -  2023/24